# Sapsverlaat
Het Sapsverlaat (ook 4e Verlaat, Vierde Verlaat of 1e Musselverlaat) is de vierde schutsluis die in 1840 werd aangelegd in het nieuw aangelegde Stadskanaal in de Nederlandse provincie Groningen. Omdat deze sluis de eerste sluis is in de plaats Musselkanaal - de eerste drie sluizen liggen in de plaats Stadskanaal - wordt hij ook wel de Eerste Verlaat in Musselkanaal genoemd.
Het Musselkanaal is aangemerkt als CEMT-klasse 0.
De lengte van de oude kolk is 24,0 m, toch is de schutlengte 28 m (door de vorm van de sluiskolk), en de wijdte is 10,6 m. De doorvaarbreedte van de hoofden is 5,9 m. De drempeldiepte van beide drempels is KP –1,5 m. De lengte van de nieuwe kolk is 30 m en de wijdte is 11,9 m. De schutlengte 38 m (door de vorm van de sluiskolk). De doorvaarbreedte van de hoofden is  6,0 m. De drempeldiepte van beide drempels is KP –1,9 m. Er liggen draaibruggen over de benedenhoofden
Het Sapsverlaat is een schutsluis die in 1840 voor 38.000 gulden werd aangelegd aan de Schoolstraat en Schoolkade in Musselkanaal. In de loop van de 19e eeuw werd het kanaal verder in zuidoostelijke richting gegraven. Veel neringdoenden vestigden zich in de buurt van de in het kanaal aangelegde schutsluizen, vanwege de mogelijkheden tot handel met de wachtende turfschippers.
Het verlaat dankt zijn naam Sapsverlaat aan twee van die bewoners, verlaatmeesters van de sluis. Deze verlaatmeesters waren Johannes Egberts Sap (1818-1888) en Otto Geuchien Sap (1841-1919). De eerste was ook koopman en commissionnair en de tweede was voordat hij sluismeester werd, schipper - hij was een zoon van een zeekapitein. Hij was naast verlaatmeester ook koopman, vervener en winkelier.
Op vervoersbewijzen van de Eerste Groninger Tramway-Maatschappij staat het Tweede Verlaat aangeduid als het "Sap's verlaat". Dat lijkt er op te wijzen dat de naam voordat deze naam voor het vierde verlaat in zwang kwam deze voor deze sluis werd gebruikt.
Het Sapsverlaat, inclusief draaibruggen, is aangemerkt als een rijksmonument.